# ヨゼフ・イスラエルス
'ヨゼフ・イスラエルス（Jozef Israëls、1824年1月27日 - 1911年8月12日）はオランダの画家である。「ハーグ派」の代表的な画家である。

## 略歴
フローニンゲンで生まれた。フローニンゲンの画家たちから絵を学んだ後、18歳でアムステルダムに移り、ヤン・アダム・クルーゼマン(Jan Adam Kruseman)やヤン・ウィレム・ピーネマン(Jan Willem Pieneman)に学んだ。1845年から2年間、パリで、フランソワ＝エドゥアール・ピコのスタジオで学び、ロマン主義の歴史画を描いた。当時、人気のあった画家のルイ・ガレやアリ・シェフェールと知り合い、オラース・ヴェルネやポール・ドラローシュの作品からも影響を受けた。オランダ生まれで印象派の先駆となったヨハン・ヨンキントや「バルビゾン派」の画家たちとも知り合いになった。
オランダに戻った後、ザントフォールトやカトウェイクといった海岸の街で漁師のような庶民を描いた作品で有名になった。
1871年にデンハーグに移り、「ハーグ派」の画家、ヘンドリック・ウィレム・メスダフの親しい友人となった。メスダフと水彩画の普及をめざす「オランダ素描協会（Hollandsche Teekenmaatschappij）」を創設し、オランダ・ハーグに設立された美術協会、「プルクリ・スタジオ」で重要な役割を担った。 
1885年までは息子のイサーク・イスラエルスの美術教育に取り組んだ。イスラエルスは「幸運なことに、イサークはその父親より良い画家になるだろう」と書いていた。イサーク・イスラエルスは、ヘオルヘ・ヘンドリック・ブレイトネルともに「アムステルダム印象派」として扱われる画家となった。

## 作品

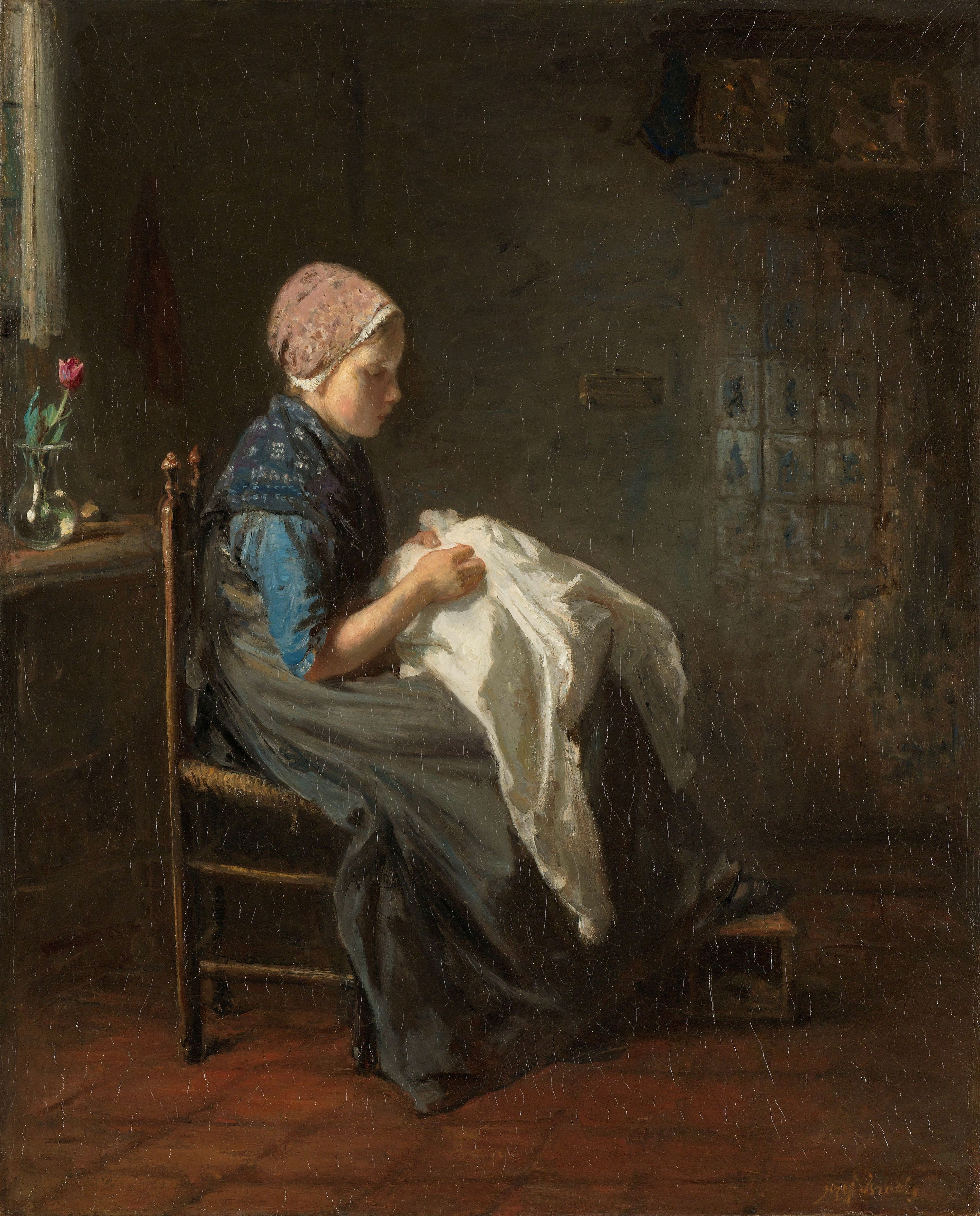
「仕立て屋」
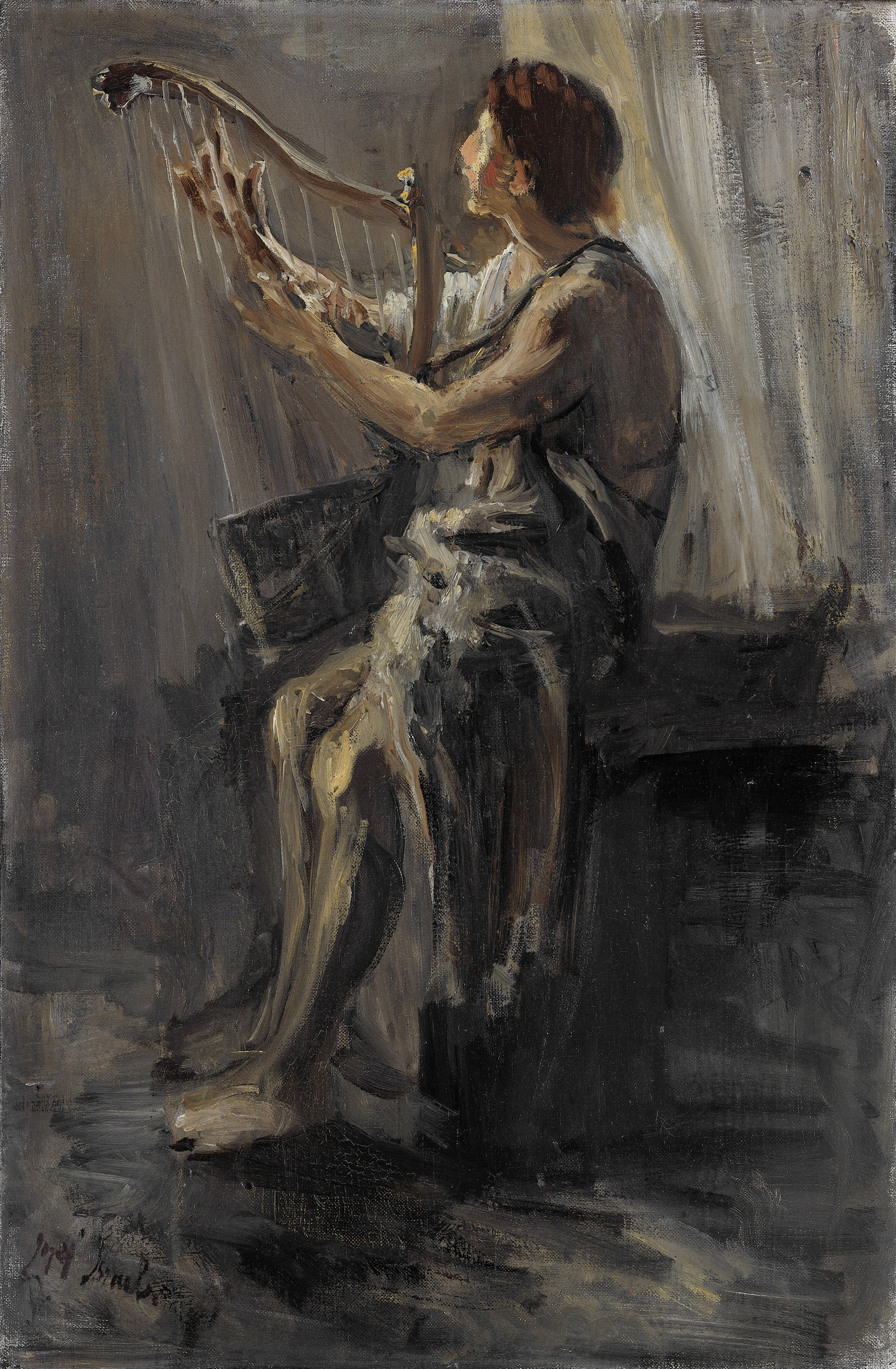
'David'(1899)
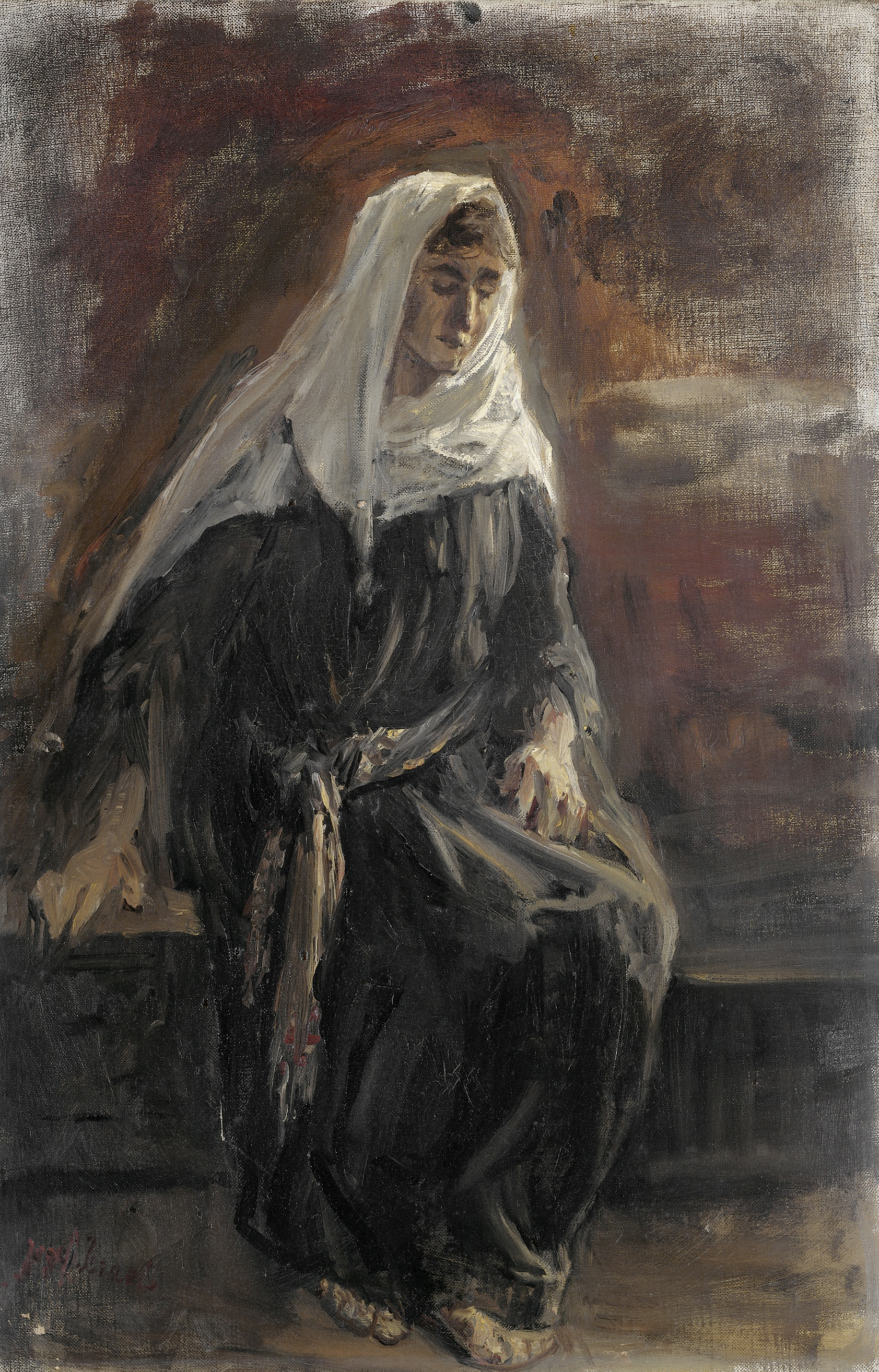
「座る婦人」(1899)
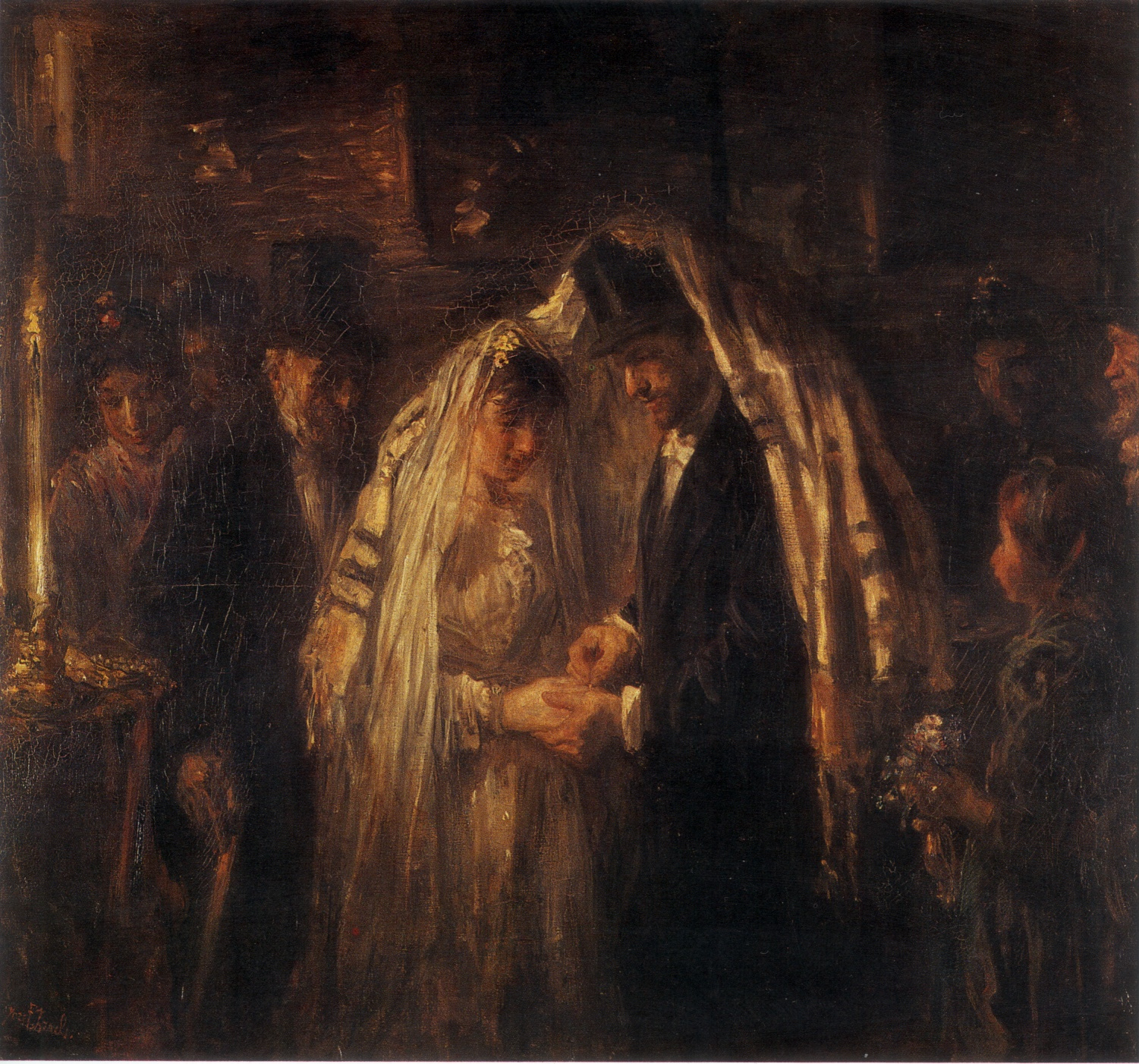
ユダヤ教の結婚式 (1903)

## 著作
- Rembrandt. Van Kampen & Soon, Amsterdam 1905
  - 1. deutsche Übersetzung von Else Otten: Rembrandt. Eine Studie. Concordia Deutsche Verlagsanstalt, Berlin 1906.
  - 2. deutsche Übersetzung von Leo Blumenreich: Rembrandt. Harmonie, Verlagsgesellschaft für Literatur und Kunst, Berlin 1909.